# P.C. Cast
Phyllis Christine Cast, cunoscută sub pseudonimul P.C. Cast, este o scriitoare americană de literatură fantastică și horror, cunoscută pentru seria Casa Nopții pe care a scris-o împreună cu fiica sa, Kristin Cast și pentru romanele din seriile Goddess Summoning și Partholon semnate de ea.
P. C. Cast s-a născut în Wetseka, Illinois și locuiește în Tulsa unde a predat limba engleză la un liceu. Fiica sa este studentă a Universității din Tulsa.

## Carieră
P. C. Cast este cunoscută pentru romanele din seriile Goddess Summoning și Partholon. Primul său roman, Goddess by Mistake, apărut în 2001, a câștigat premiile Prism, Holt Medallion și Laurel Wreath și s-a numărat printre finalistele National Reader's Choice Award; carțile apărute ulterior au câștigat o mulțime de premii.
În anul 2005 a început să scrie alături de fiica sa seria Casa Nopții. Ca urmare a succesului romanelor de ficțiune despre vampiri înregistrat de romanele din seria Amurg ale autoarei Stephenie Meyer, romanele semnate de P.C. Cast și de Kristin Cast s-au bucurat de un succes comercial și de critică crescând iar în luna martie 2009 cea de-a cincea carte din serie, Hunted, a fost numărul unu pe lista bestsellerurilor publicațiilor USA Today și The Wall Street Journal.
Potrivit lui P. C. Cast, ideea romanelor din seria Casa Nopții i-a aparținut agentului său care i-a sugerat subiectul "pensionului vampirilor". Acțiunea se petrece într-o versiune alternativă a orașului Tulsa din Oklahoma, locuit deopotriva de ființe umane și de vampiri. Eroina principală, Zoey Redbird, o fată de 16 ani este "Însemnata" devenind astfel "novice" și se mută în școala Casa Nopții unde își va duce la îndeplinire transformarea.
In luna noiembrie 2008 revista Variety a anunțat că producătorii Michael Birnbaum și Jeremiah S. Chechik au luat în calcul obținerea drepturilor pentru un film bazat pe seria Casa Nopții.

## Romane publicate

### Goddess Summoning
- Goddess of the Sea, Berkley, 2003 (ISBN 0-425-19279-2)
- Goddess of Spring, Berkley, 2004 (ISBN 0-425-19749-2)
- Goddess of Light, Berkley, 2005 (ISBN 0-425-20196-1)
- Goddess of the Rose, Berkley, 2006 (ISBN 0-425-20891-5)
- Goddess of Love, Berkley, 2007 (ISBN 0-425-21528-8)
- Warrior Rising, Berkley, 2008 (ISBN 0-425-22137-2)
- Goddess of Legend, Berkeley, 2010 (ISBN 0-425-22816-9)
- Goddess of Troy, 2011 (ISBN 0-749-95361-6) (reissue of Warrior Rising)

### Divine
- Divine by Mistake, 2006 (ISBN 0-373-80247-1)
- Divine by Choice, 2006 (ISBN 0-373-80251-X)
- Divine by Blood, 2007 (ISBN 0-373-80291-9)
- Divine Beginnings, 2009 (e-book only)

### Partholon
- Elphame's Choice, 2004 (ISBN 0-373-80213-7)
- Brighid's Quest, 2005 (ISBN 0-373-80242-0)

### Casa Nopții
1. Semnul, St. Martin's, 2007
2. Trădarea, St. Martin's, 2007
3. Aleasa, St. Martin's, 2008
4. Înfruntarea, St. Martin's, 2008
5. Obsesia, St. Martin's, 2009
6. Tentația, St. Martin's, 27 octombrie 2009
7. Focul, St. Martin's, 27 aprilie 2010
8. Iertarea, St. Martin's, 8 ianuarie 2011

Dragon's Oath, St. Martin's, august 2011
1. engleză Destined, St. Martin's, 25 octombrie 2011

engleză Lenobia's Vow, St. Martin's, 31 ianuarie 2012
1. engleză Hidden, St. Martin's, 16 octombrie 2012

### Time Raiders
- The Avenger, 1 octombrie 2009

### Antologii la care a contribuit autoarea
- Immortal: Love Stories With Bite, BenBella Books (Octombrie 2009)
- Eternal: Love Stories With Bite, BenBella Books (Octombrie 2010)